# 비변사

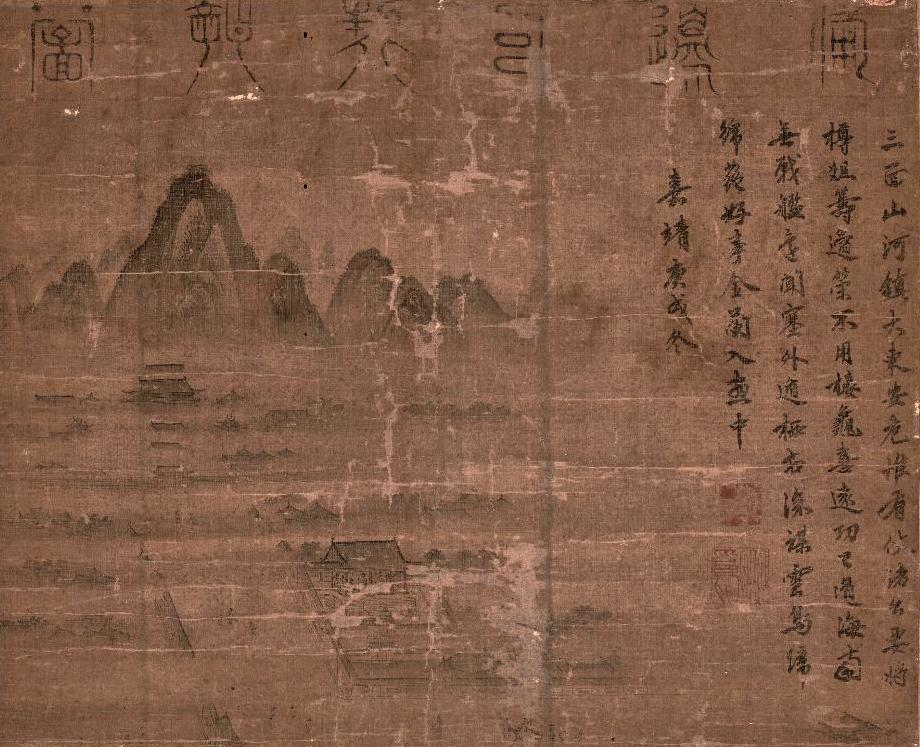
1550년 비변사에서 열린 계회를 그린 비변사계회도

비변사(備邊司)는 조선시대 군국기무(軍國機務)를 관장한 문무합의기구(文武合議機構)다. 조선 중기 이후의 행정 관청이다. 비국(備局)·주사(籌司)라고도 한다. 비변사는 왜란과 호란 이후 조선 말기에 의정부와 6조의 기능을 일부 가져간 까닭에 묘당(廟堂)이라 불리기도 했다.

## 설치
1510년(중종 5) 삼포왜란(三浦倭亂)이 일어나자 도체찰사(導體察使)가 설치되고 다시 병조(兵曹) 안에 1사(司)를 두어, 종사관(從事官)에게 그 사무를 맡기면서 비변사라 칭하게 되었다. 당시의 비변사는 자체로는 아무 권한도 가지지 못하였으며 단지 병조의 3사 이외에 1사를 임시로 설치한 데 불과하였고, 설치 및 폐지도 도체찰사의 임명·해임과 동시에 이루어졌다. 즉, 처음에는 변경 등에서 외침이 있을 때마다 편성되었던 임시 관청이었으며, 일반 관제상의 관청은 아니었다.

## 위치

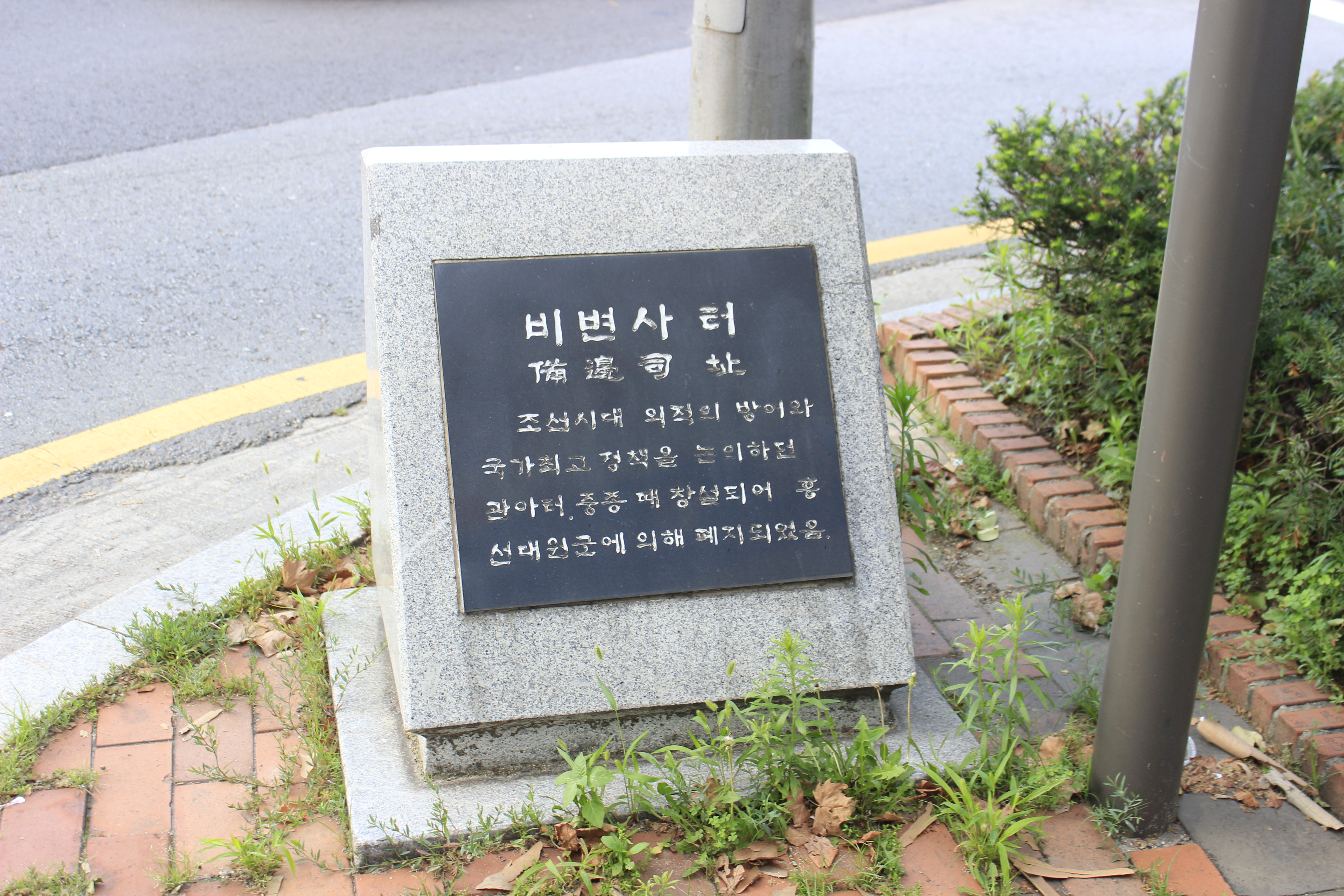
서울특별시 종로구에 위치한 비변사 터 기념비

설치 초기에는 경복궁 광화문 앞 육조거리 동편 남쪽에 청사가 있었으나, 임진왜란 이후에는 창덕궁의 정문인 돈화문 앞 왼쪽(서남쪽)에 청사를 두었다. 또 경희궁에서 왕이 거처할 경우를 대비하여 경희궁의 정문인 흥화문에 앞길에도 별도의 청사를 두었다. 주로 사용된 청사는 돈화문 앞에 있던 건물이었으며, 그 위치는 예전 창덕궁 매표소 지역이다. 지번 주소로 종로구 와룡동 5번지 일대이며, 2020년 11월에 창덕궁 종합관람지원센터가 들어섰다.

## 역사

### 조선 초기
조선 초기부터 정치체제는 정무와 군무를 구분하고 있었으며, 조선 전기의 정부 구조가 의정부 서사제에서 육조직계제로 변화하는 가운데, 군무에 능한 재상계층이 국방의 일에 참여하는 것이 제한되고. 병조의 장인 병조판서 역시 무관이 아니라 문관이었기에 국방에 대한 경험과 지식이 제한적이었기 때문이다. 따라서 이를 보완하고 군사적 전문성을 구비하고자 한 것이 지변사 재상제의 시작점이다. 그러나 성종 때 왜구와 여진의 침입이 계속되자 문관만으로는 정확한 대책을 강구하지 못하여 변경(邊境)의 사정에 밝은 종2품 이상의 무관도 참석하게 하여 문관과 군사 방략을 협의하도록 하였는데, 이들을 지변사재상(知邊司宰相)이라 하였다.

### 기능 확대
1554년(명종 9) 정규 관청으로 독자적인 합의기관이 되었고, 이듬해 을묘왜변이후 상설화 되어, 청사(廳舍)가 설치되어 도제조·제조·낭청이 정하여졌다. 비변사의 권한은 임진왜란·정유재란 이후 최고 기구화되어 일반 행정도 물론 정치·경제·외교·문화 등 국내의 일반 행정도 모두 협의·결정하게 되어 의정부의 기능은 마비되었다.
임진왜란 때부터 의정부(전직 정승 포함)와 공조를 제외한 5조의 판서와 참판이 비변사의 관직을 겸하였으며, 각 군영 대장, 대제학, 강화 유수 등 국가의 중요한 관원이 비변사에 참여하였다. 그에 따라 사실상 의정부의 기능을 대신하여 행정, 국방, 인사 등이 처리되었으므로, 지나치게 확대된 기능으로 인해 존폐 논란에 휩싸이기도 했다.
이와 같은 비변사 기능의 확대·강화는 의정부와 6조를 중심으로 하는 국가행정체제를 문란하게 만든다는 인식으로 1864년(고종 1) 의정부와 비변사의 업무 한계를 규정하여 외교·국방·치안 관계를 제외한 모든 사무를 의정부에 이관하였고, 이듬해 비변사는 의정부에 그 기능과 체계가 완전히 흡수되면서 폐지되었다.

## 관제
비변사의 관제는 《속대전》에 따르면 도제조는 정1품으로서 현직 및 전직의 의정(議政, 영의정, 좌의정, 우의정)이나 영중추부사, 판중추부사 등이 겸임하고, 제조는 종 2품 이상으로 일정한 정원은 없었으나 의정부 좌우찬성, 판의금부사, 의정부 좌우참찬, 이·호·예·병·형조의 판서, 훈련대장·어영대장·수어사·총융사·금위대장·개성유수·강화유수·광주유수·수원유수·대제학·지의금부사·한성부판윤이 보통 겸임하였다. 또한 대사헌·대사간 등도 때에 따라서 비변사제조를 겸하기도 했다. 제조 중 4명은 유사당상(有司堂上), 8명은 팔도구관당상(八道句管堂上)을 겸임하였으며, 부제조는 정3품으로 정원은 1명, 낭청은 종 6품으로 정원은 12명이었다.
그 뒤 《대전통편》에서 금위대장(禁衛大將)·수어사(守禦使)·총융사(摠戎使)는 제조를 겸직하도록 새로운 규정을 세웠다. 비변사에서 논의된 중요 사항을 기록한 《비변사등록》이 전하고 있다.

## 같이 보기
- 육조
- 한국의 역사